# Llanito jezik
Llanito jezik (ISO 639-3: llj; zahtjev odbijen), jezik iz Gibraltara na Iberskom poluotoku koji se temellji na andluzijskom španjolskom i britanskom engleskom. Stanovništvo (Gibraltarci) koje govori ovim jezikom sebe kolokvijalno naziva Llanitos. 
Pripada romanskoj skupini jezika